# 損戸
損戸（そんこ）とは古代日本の律令制において、保有する輸租田の収穫に、災害により損田が発生して減収が生じ、課役の減免を認められた戸を指す。

## 概要
律令制における賦役令の規定では、損害の程度に応じて、損五分ならば租免、損七分ならば租調免、損八分ならば課役（租調庸免）とされていた。すでに役を終えていた場合や輸納していた場合でも次の年の貢納分から削ることになっていた。五分以上損と七分以上損の損戸の割合が定められており、慶雲元年（704年）には損戸数50戸以上は太政官の、300戸以上は天皇の裁許が必要とされている。損戸以外の戸は「得戸」と呼ばれた。
古代日本の未熟な農業技術では、連年のように損田が発生したため、神亀元年（724年）には不三得七法が制定されたが、これがかえって、田租には三分の減収がある損田と損戸を公認することになってしまった。これを「例損田」・「例損戸」といい、この限度を越えるものを「異損田」・「異損戸」と呼ぶようになった。
平安時代になると、課丁の多い戸を損戸、少ない戸を得戸として申告し、京へ進上すべき調庸の額を少なくして私腹を肥やす国司が増加したため、天長10年（833年）から、民部省は例損戸も含めて、損戸と得戸の課丁の数が同じ率になるように手配すべきことを何度も要求しており、貞観12年（870年）にそのように定められ、『貞観式』つづけて『延喜式』に取り入られている。
天平12年（740年）の『遠江国浜名郡輸租帳』には、奈良時代の損戸の実例がみられる。